# Saint-Pierre-sur-Dropt
Saint-Pierre-sur-Dropt est une commune du Sud-Ouest de la France, située dans le département de Lot-et-Garonne, en région Nouvelle-Aquitaine.

## Géographie

### Localisation
La commune est située dans la région historique de Guyenne, dans le nord-ouest du département de Lot-et-Garonne. Elle est limitrophe du département de la Gironde.

### Communes limitrophes
Saint-Pierre-sur-Dropt est limitrophe de cinq autres communes dont l'une en Gironde.
Les communes limitrophes sont Duras, Taillecavat, Auriac-sur-Dropt, Lévignac-de-Guyenne et Monteton.
|                       | Duras                  |                  |
| Taillecavat (Gironde) | Saint-Pierre-sur-Dropt | Auriac-sur-Dropt |
|                       | Lévignac-de-Guyenne    | Monteton         |

### Hydrographie
La commune est essentiellement irriguée par le Dropt qui coule d'est en ouest et fait office de limite communale avec Duras et Auriac-sur-Dropt.

### Climat
Pour des articles plus généraux, voir Climat de la Nouvelle-Aquitaine et Climat de Lot-et-Garonne.
Historiquement, la commune est exposée à un climat océanique aquitain.  
En 2020, Météo-France publie une typologie des climats de la France métropolitaine dans laquelle la commune est exposée à un climat océanique et est dans la région climatique Aquitaine, Gascogne, caractérisée par une pluviométrie abondante au printemps, modérée en automne, un faible ensoleillement au printemps, un été chaud (19,5 °C), des vents faibles, des brouillards fréquents en automne et en hiver et des orages fréquents en été (15 à 20 jours).
Pour la période 1971-2000, la température annuelle moyenne est de 13,2 °C, avec une amplitude thermique annuelle de 15,2 °C. Le cumul annuel moyen de précipitations est de 778 mm, avec 11 jours de précipitations en janvier et 6,8 jours en juillet. Pour la période 1991-2020, la température moyenne annuelle observée sur la station météorologique la plus proche, située sur la commune de Verteuil-d'Agenais à 26 km à vol d'oiseau, est de 13,8 °C et le cumul annuel moyen de précipitations est de 821,3 mm,. Pour l'avenir, les paramètres climatiques de la commune estimés pour 2050 selon différents scénarios d’émission de gaz à effet de serre sont consultables sur un site dédié publié par Météo-France en novembre 2022.

## Urbanisme

### Typologie
Au 1er janvier 2024, Saint-Pierre-sur-Dropt est catégorisée commune rurale à habitat très dispersé, selon la nouvelle grille communale de densité à sept niveaux définie par l'Insee en 2022.
Elle est située hors unité urbaine et hors attraction des villes,.

### Occupation des sols

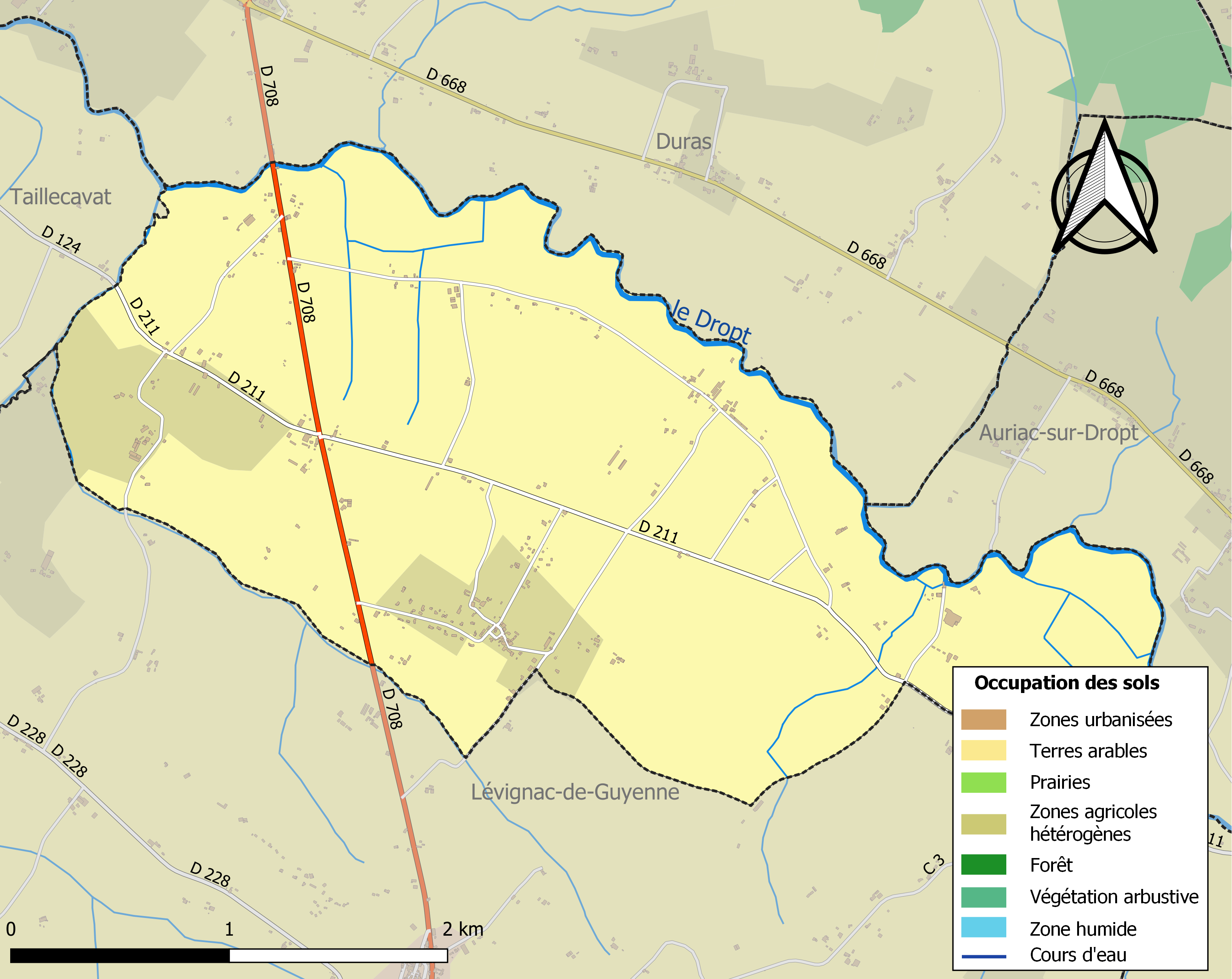
Carte des infrastructures et de l'occupation des sols de la commune en 2018 (CLC).

L'occupation des sols de la commune, telle qu'elle ressort de la base de données européenne d’occupation biophysique des sols Corine Land Cover (CLC), est marquée par l'importance des territoires agricoles (100 % en 2018), une proportion identique à celle de 1990 (100 %). La répartition détaillée en 2018 est la suivante : 
terres arables (89,6 %), zones agricoles hétérogènes (10,4 %). L'évolution de l’occupation des sols de la commune et de ses infrastructures peut être observée sur les différentes représentations cartographiques du territoire : la carte de Cassini (XVIIIe siècle), la carte d'état-major (1820-1866) et les cartes ou photos aériennes de l'IGN pour la période actuelle (1950 à aujourd'hui).

### Risques majeurs
Le territoire de la commune de Saint-Pierre-sur-Dropt est vulnérable à différents aléas naturels : météorologiques (tempête, orage, neige, grand froid, canicule ou sécheresse), inondations, mouvements de terrains et séisme (sismicité très faible). Il est également exposé à un risque technologique, le transport de matières dangereuses. Un site publié par le BRGM permet d'évaluer simplement et rapidement les risques d'un bien localisé soit par son adresse soit par le numéro de sa parcelle.

#### Risques naturels
Certaines parties du territoire communal sont susceptibles d’être affectées par le risque d’inondation par une crue à  débordement lent de cours d'eau, notamment le Dropt. La commune a été reconnue en état de catastrophe naturelle au titre des dommages causés par les inondations et coulées de boue survenues en 1982, 1983, 1994, 1999, 2009 et 2021,.
Les mouvements de terrains susceptibles de se produire sur la commune sont des tassements différentiels.

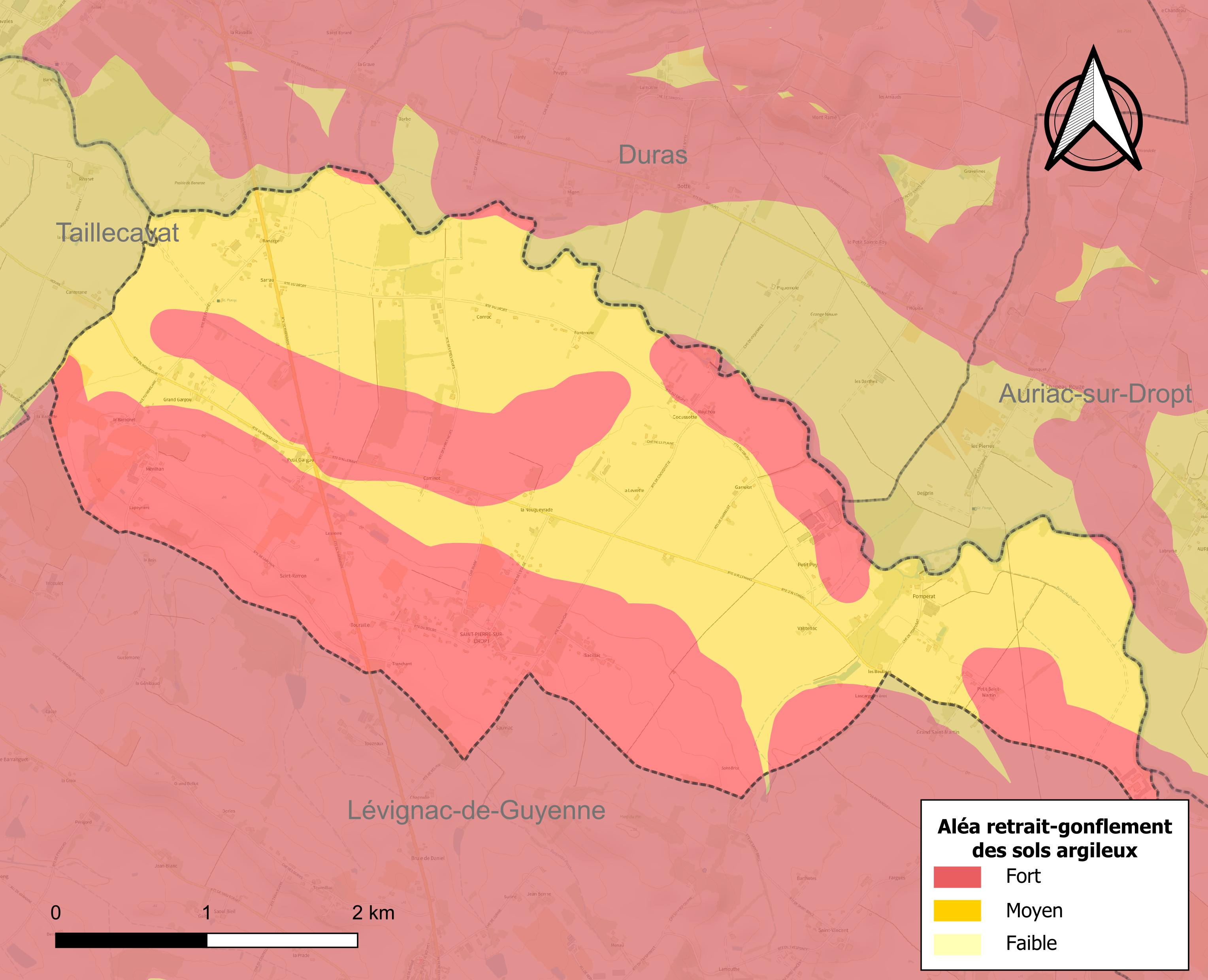
Carte des zones d'aléa retrait-gonflement des sols argileux de Saint-Pierre-sur-Dropt.

Le retrait-gonflement des sols argileux est susceptible d'engendrer des dommages importants aux bâtiments en cas d’alternance de périodes de sécheresse et de pluie. La totalité de la commune est en aléa moyen ou fort (91,8 % au niveau départemental et 48,5 % au niveau national). Depuis le 1er octobre 2020, en application de la loi ELAN, différentes contraintes s'imposent aux vendeurs, maîtres d'ouvrages ou constructeurs de biens situés dans une zone classée en aléa moyen ou fort,.
Concernant les mouvements de terrains, la commune a été reconnue en état de catastrophe naturelle au titre des dommages causés par la sécheresse en 2003 et par des mouvements de terrain en 1999.

## Toponymie
La commune a connu trois appellations successives : Matherue, Saint-Pierre-de-Lévignac et, depuis 1926, Saint-Pierre-sur-Dropt  qui provient du nom de saint Pierre, devenu patron de la commune, et de la rivière, le Dropt, qui borde la commune au nord.

## Politique et administration
| Période                                  | Période   | Identité             | Étiquette | Qualité                         |
| ---------------------------------------- | --------- | -------------------- | --------- | ------------------------------- |
| Les données manquantes sont à compléter. |           |                      |           |                                 |
|                                          |           |                      |           |                                 |
| juin 1995                                | mars 2001 | André Bariteaud      |           |                                 |
| mars 2001                                | mai 2020  | Jean Louis Bardinaud |           | Agriculteur                     |
| mai 2020                                 | En cours  | Denis Maurin         |           | Retraité de la police nationale |

## Démographie
Les habitants sont appelés les Saint-Pierrois.
L'évolution du nombre d'habitants est connue à travers les recensements de la population effectués dans la commune depuis 1800. Pour les communes de moins de 10 000 habitants, une enquête de recensement portant sur toute la population est réalisée tous les cinq ans, les populations de référence des années intermédiaires étant quant à elles estimées par interpolation ou extrapolation. Pour la commune, le premier recensement exhaustif entrant dans le cadre du nouveau dispositif a été réalisé en 2007.

En 2022, la commune comptait 358 habitants, en évolution de +10,15 % par rapport à 2016 (Lot-et-Garonne : −0,18 %, France hors Mayotte : +2,11 %).
| 1800 | 1806 | 1821 | 1831 | 1836 | 1841 | 1846 | 1851 | 1856 |
| ---- | ---- | ---- | ---- | ---- | ---- | ---- | ---- | ---- |
| 523  | 576  | 569  | 588  | 632  | 560  | 550  | 480  | 519  |

| 1861 | 1866 | 1872 | 1876 | 1881 | 1886 | 1891 | 1896 | 1901 |
| ---- | ---- | ---- | ---- | ---- | ---- | ---- | ---- | ---- |
| 478  | 475  | 440  | 413  | 422  | 424  | 398  | 385  | 373  |

| 1906 | 1911 | 1921 | 1926 | 1931 | 1936 | 1946 | 1954 | 1962 |
| ---- | ---- | ---- | ---- | ---- | ---- | ---- | ---- | ---- |
| 375  | 358  | 310  | 338  | 318  | 319  | 340  | 329  | 260  |

| 1968 | 1975 | 1982 | 1990 | 1999 | 2006 | 2007 | 2012 | 2017 |
| ---- | ---- | ---- | ---- | ---- | ---- | ---- | ---- | ---- |
| 282  | 295  | 263  | 244  | 226  | 254  | 258  | 292  | 338  |

| 2022 | - | - | - | - | - | - | - | - |
| ---- | - | - | - | - | - | - | - | - |
| 358  | - | - | - | - | - | - | - | - |

## Lieux et monuments
- L'église Saint-Pierre, dont la période de construction estimée est le XVe siècle, est surmontée d'un clocher-mur à trois baies abritant deux cloches[21].

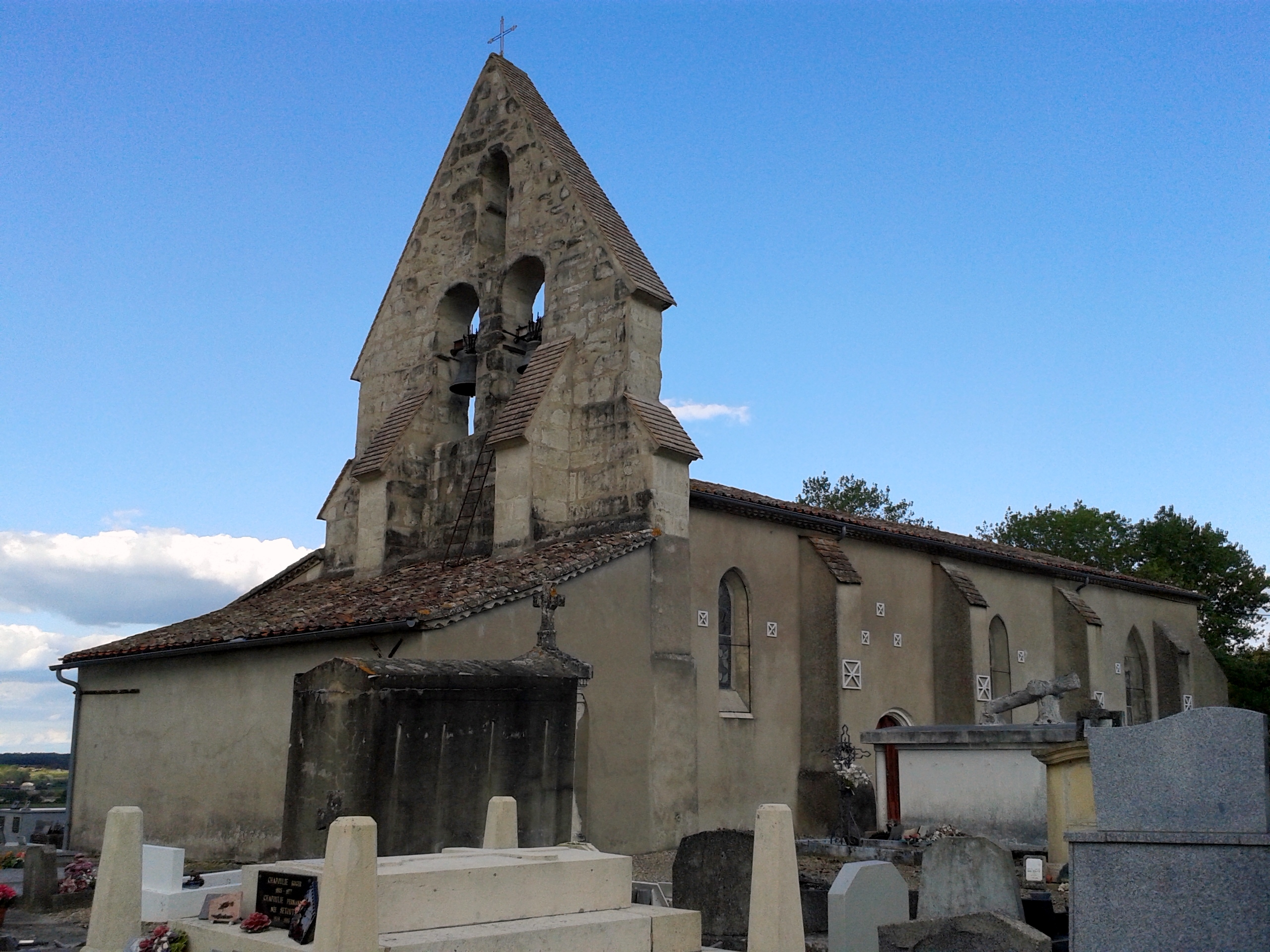
L'église Saint-Pierre (septembre 2015)
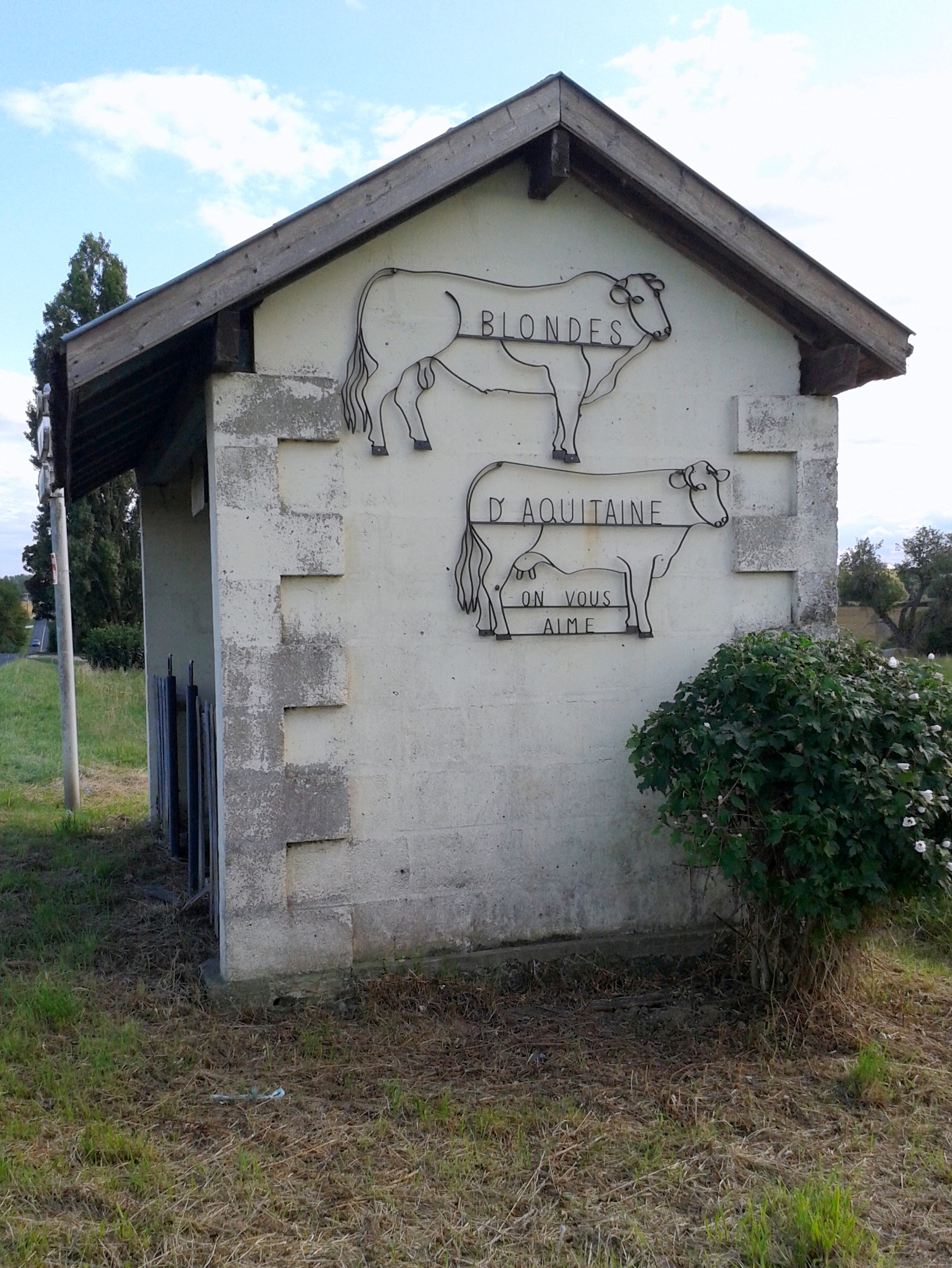
Annonce pour la blonde d'Aquitaine au lieu-dit Touraille sur la D708.
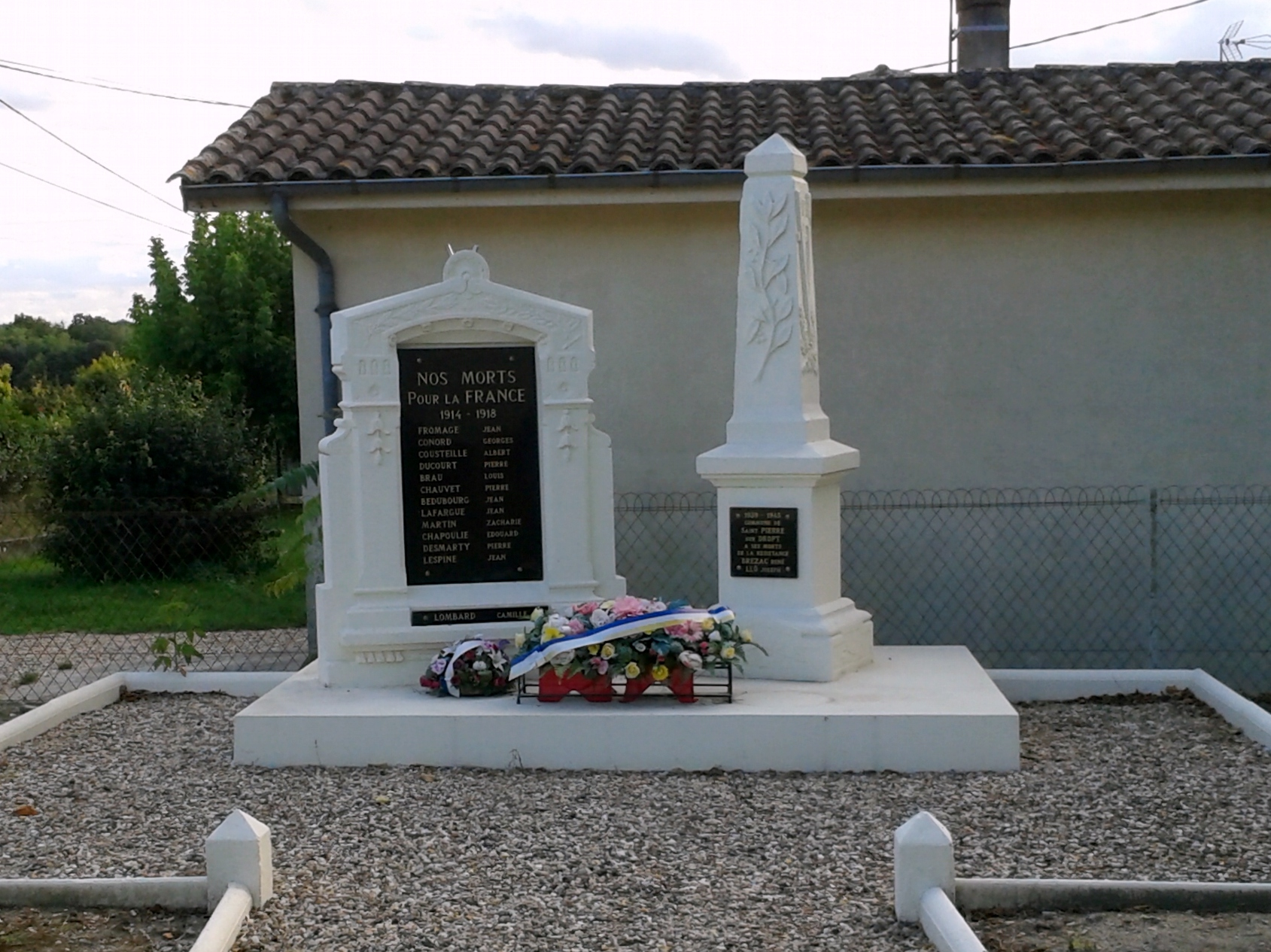
Le monument aux morts entre mairie et église (septembre 2015)